# 2648 Owa
Owa (asteróide 2648) é um asteróide da cintura principal, a 1,8587775 UA. Possui uma excentricidade de 0,1740571 e um período orbital de 1 233,13 dias (3,38 anos).
Owa tem uma velocidade orbital média de 19,85427684 km/s e uma inclinação de 4,79803º.
Este asteróide foi descoberto em 8 de Novembro de 1980 por Edward Bowell.